# سام ترمل
سام ترمل (انگلیسی: Sam Trammell؛ زاده ۲۹ ژانویهٔ ۱۹۶۹) یک هنرپیشه اهل ایالات متحده آمریکا است. وی از سال ۱۹۹۶ میلادی تاکنون مشغول فعالیت بوده‌است.

## گزیده فیلمشناسی
از فیلم‌ها یا برنامه‌های تلویزیونی که وی در آن نقش داشته‌است می‌توان به آثار زیر اشاره کرد.
- بیت (فیلم ۲۰۰۰) ()
- پاییز در نیویورک (۲۰۰۰)
- بخت پریشان (فیلم) (۲۰۱۴)
- ۳ نسل (فیلم) (۲۰۱۵)
- من خشمگین هستم (۲۰۱۵)
- امپراتوری (فیلم ۲۰۱۶) ()
- نانسی درو و پلکان پنهان (۲۰۱۹)
- دکتر هاوس (۲۰۰۴)
- قاضی ایمی (۲۰۰۵)
- استخوان‌ها (مجموعه تلویزیونی) (۲۰۰۵)
- سی‌اس‌آی: نیویورک (۲۰۰۶)
- دکستر (۲۰۰۶)
- اسلحه‌ها، دختران و قمار (۲۰۱۲)
- خون حقیقی (۲۰۰۸–۱۴)
- متوسط (مجموعه تلویزیونی) (۲۰۰۹)
- این ما هستیم (مجموعه تلویزیونی) (۲۰۱۶–۱۷)
- بیگانه علیه غارتگر ۲ (۲۰۰۷)
- جورج فورمن بزرگ (۲۰۲۳)